# Los de atrás vienen conmigo
Los de atrás vienen conmigo es el tercer disco de estudio del dúo puertorriqueño Calle 13 publicado el 21 de octubre de 2008, por Sony BMG.

## Ritmo
El álbum contiene una mezcla de ritmos descubiertos por el dúo mientras viajaban por diferentes países. Pueden apreciarse canciones con mezcla de cumbia villera y música folclórica balcánica, entre otros. 

### Colaboradores
El álbum cuenta con la colaboración de artistas reconocidos tales como Rubén Blades, Café Tacvba, Juanes. Además, PG-13 (hermana de René y Eduardo) colabora en algunas canciones con su voz. 

## Lista de canciones
| Los de atrás vienen conmigo |                                                                  |          |  |
| N.º                         | Título                                                           | Duración |  |
| 1.                          | «Intro — Crónica de un nacimiento»                               | 1:35     |  |
| 2.                          | «Que lloren»                                                     | 4:39     |  |
| 3.                          | «No hay nadie como tú» (con Café Tacvba)                         | 4:48     |  |
| 4.                          | «Gringo latin funk»                                              | 4:16     |  |
| 5.                          | «Ven y critícame»                                                | 4:45     |  |
| 6.                          | «Esto con eso» (con Juanes)                                      | 4:09     |  |
| 7.                          | «La perla» (con La Chilinga y Rubén Blades)                      | 7:00     |  |
| 8.                          | «Electro Movimiento» (con Afrobeta)                              | 3:16     |  |
| 9.                          | «Intro fiesta de locos»                                          | 0:18     |  |
| 10.                         | «Fiesta de locos»                                                | 4:27     |  |
| 11.                         | «Los de atrás vienen conmigo» (con la Banda Escolar de Aibonito) | 3:36     |  |
| 12.                         | «Tal para cual» (con PG-13 y Pablo Lescano de Damas Gratis)      | 3:47     |  |
| 13.                         | «Interlude» (irie rasa man)                                      | 0:22     |  |
| 14.                         | «Bienvenidos a mi mundo»                                         | 3:57     |  |
| 15.                         | «John, el esquizofrénico»                                        | 4:34     |  |
| 16.                         | «Outro»                                                          | 0:47     |  |

| iTunes Bonus Track |                                 |          |  |
| N.º                | Título                          | Duración |  |
| 17.                | «Combo Imbécil» (con Vicentico) | 4:36     |  |

| Zune Bonus Track |                                                       |          |  |
| N.º              | Título                                                | Duración |  |
| 18.              | «Pal' Norte» (Don Cheto Mix)(con Orishas y Don Cheto) | 4:23     |  |
| 19.              | «Japón»                                               | 3:56     |  |

## Premios
El álbum ganó el Grammy Latino 2009 en la categoría de álbum del año.
| Año  | Premio               | Categoría     | Resultado |
| ---- | -------------------- | ------------- | --------- |
| 2009 | Premio Grammy Latino | Álbum del año | Ganador   |